# 杨奥妃
杨奥妃（481年—509年12月9日），字婉瀴，东郡人，为京兆王元愉的妾室，曾被元愉立为皇后。西魏文帝元宝炬的母亲。

## 生平
杨奥妃身世记载有歧异，《魏书》记载元愉因为担心杨奥妃出身卑微被瞧不起，又特别托右中郎将李恃显收她作了义女，改姓李氏。《北史》外戚传记载杨腾为元宝炬之舅，认为杨奥妃的父親是琅琊郡守楊貴，哥哥是雍州刺史楊騰。根据出土的杨奥妃墓志铭，她的父亲名杨柒德。
最初，元愉在徐州的时候，夜间听见了杨奥妃的歌声，因此相识钟情，纳为姬妾。返京后宣武帝元恪安排元愉娶宣武順皇后的妹妹于氏为妻，但元愉不爱于氏。杨奥妃生下第一个孩子元宝月后，被顺皇后抓进宫中痛打并强迫在宫中当尼姑，并将元宝月夺走交给于氏去养。过了一年多，顺皇后的父亲勁见顺皇后长久没生育，劝她放出了杨奥妃，结果杨奥妃和元愉从此感情反而更深厚。
元愉因为政治上长期遭到哥哥元恪的打压猜忌，所爱的杨奥妃又饱受顺皇后的折磨，愤恨已极。508年，元愉正式和元恪决裂，为坛于信都之南，柴燎告天，自立为皇帝，立杨奥妃做皇后。不久就被元恪派兵镇压。元愉带着怀孕的杨奥妃以及他们的四个儿子出逃途中被活捉，押赴京师。元愉“每止宿亭传，必携李手，尽其私情，虽锁絷之中，饮食自若，略无愧惧之色。”行至野王，元愉自缢而死（一作高肇所杀），被就地草草埋葬。杨奥妃被押解进京，生下最后一个孩子元明月后一年，永平二年十一月十二日（509年12月9日），杨奥妃被处决。孩子们年幼免死，遭到囚禁，灵太后时期恢复自由，得以改葬父母。
灵太后时元愉被追封为臨洮王，杨奥妃为臨洮王妃。西魏大统元年春正月戊申（535年2月18日），西魏文帝元宝炬追尊杨奥妃为皇后。